# Romeo Leandersson
Romeo Carl Wiking Arrhenius Leandersson, född 23 juli 2008, är en svensk fotbollsspelare som spelar för Mjällby AIF. Hans far William Leandersson är en tidigare fotbollsspelare.

## Klubbkarriär
Leandersson är uppvuxen i Hällevik och spelade samtliga ungdomsår i Mjällby AIF. I december 2024 blev han uppflyttad i A-laget. Leandersson debuterade den 23 februari 2025 med ett inhopp mot Gefle IF i gruppspelet i Svenska cupen. Leandersson gjorde allsvensk debut den 12 april 2025 i en 3–0-vinst över BK Häcken, där han blev inbytt under stopptid mot Jesper Gustavsson. Leandersson blev samtidigt Mjällbys näst yngsta allsvenska debutant genom tiderna vid en ålder av 16 år och 262 dagar efter Olle Nilsson Lööv som debuterade i samma match.

## Landslagskarriär
I mars 2025 blev Leandersson uttagen i Sveriges U17-landslag till EM-kvalmatcher mot Tjeckien, Schweiz och Turkiet. Han debuterade den 25 mars mot Turkiet med ett inhopp i den 89:e minuten mot Emil Sadarangani.